# Храм Святой Троицы (Зарайск)
Храм Святой Троицы — приходской православный храм в городе Зарайске Московской области, построенный во второй половине XVIII века. Относится к Коломенской епархии Русской православной церкви. Здание церкви является объектом культурного наследия регионального значения и находится под охраной государства.

## История храма

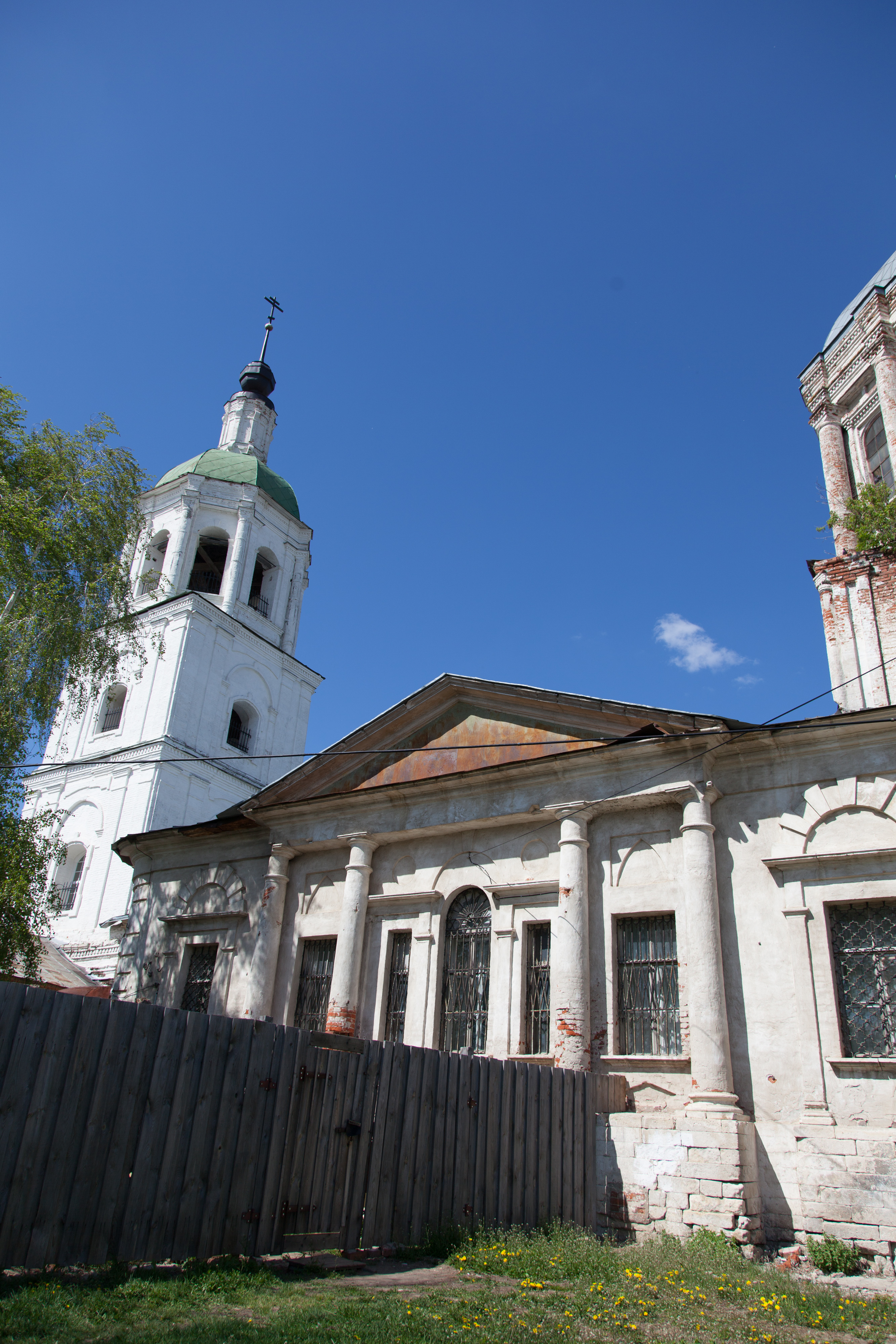
Фрагмент фасада

В 1625 году имеются упоминания о деревянной церкви Круглого монастыря на месте нынешнего храма Святой Троицы. В 1713 году старая деревянная церковь за ветхостью была сломана, и на её месте построен новый храм, тоже деревянный. Более 60 лет простояло и это здание.

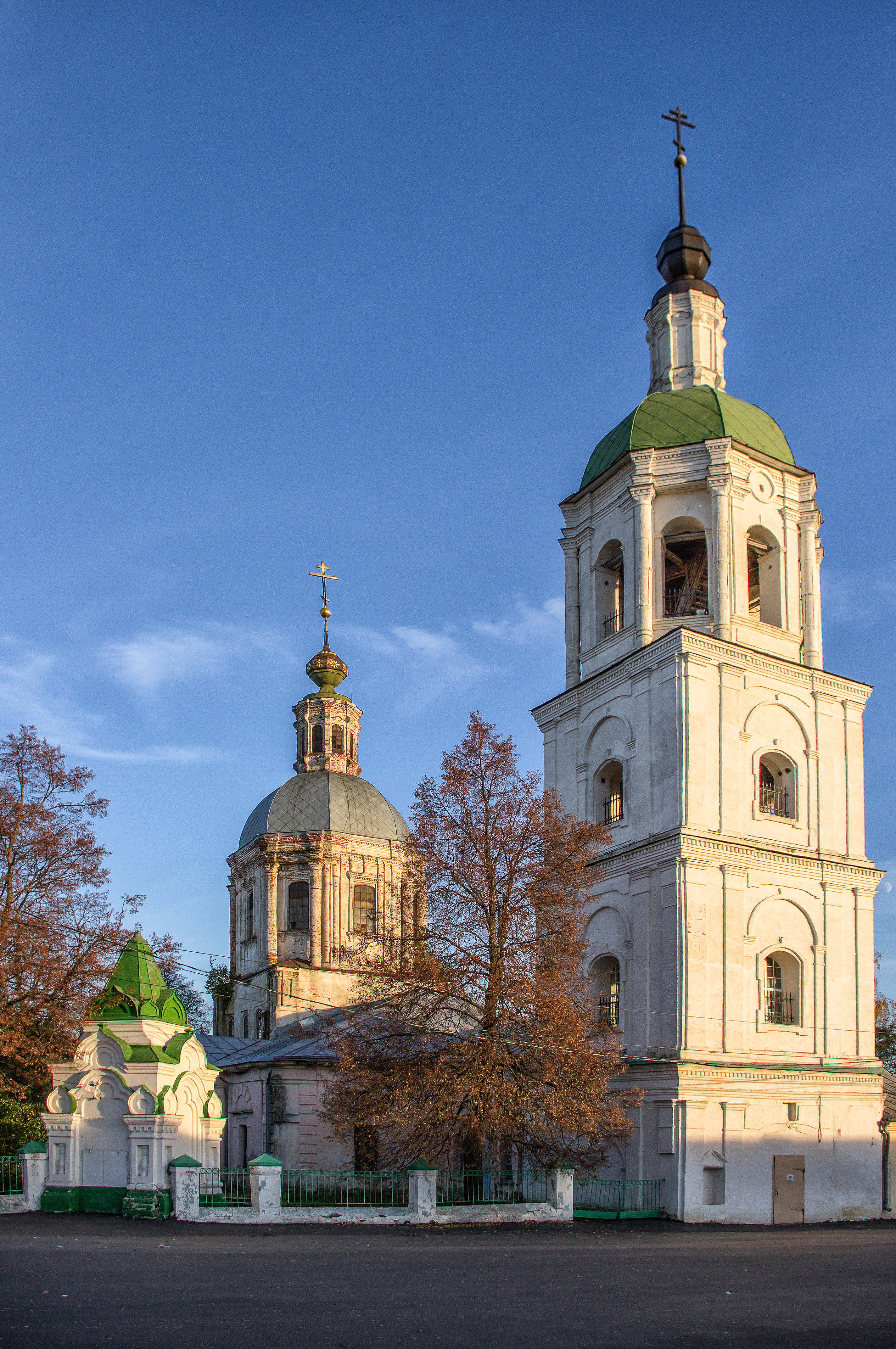
Храм до реставрации

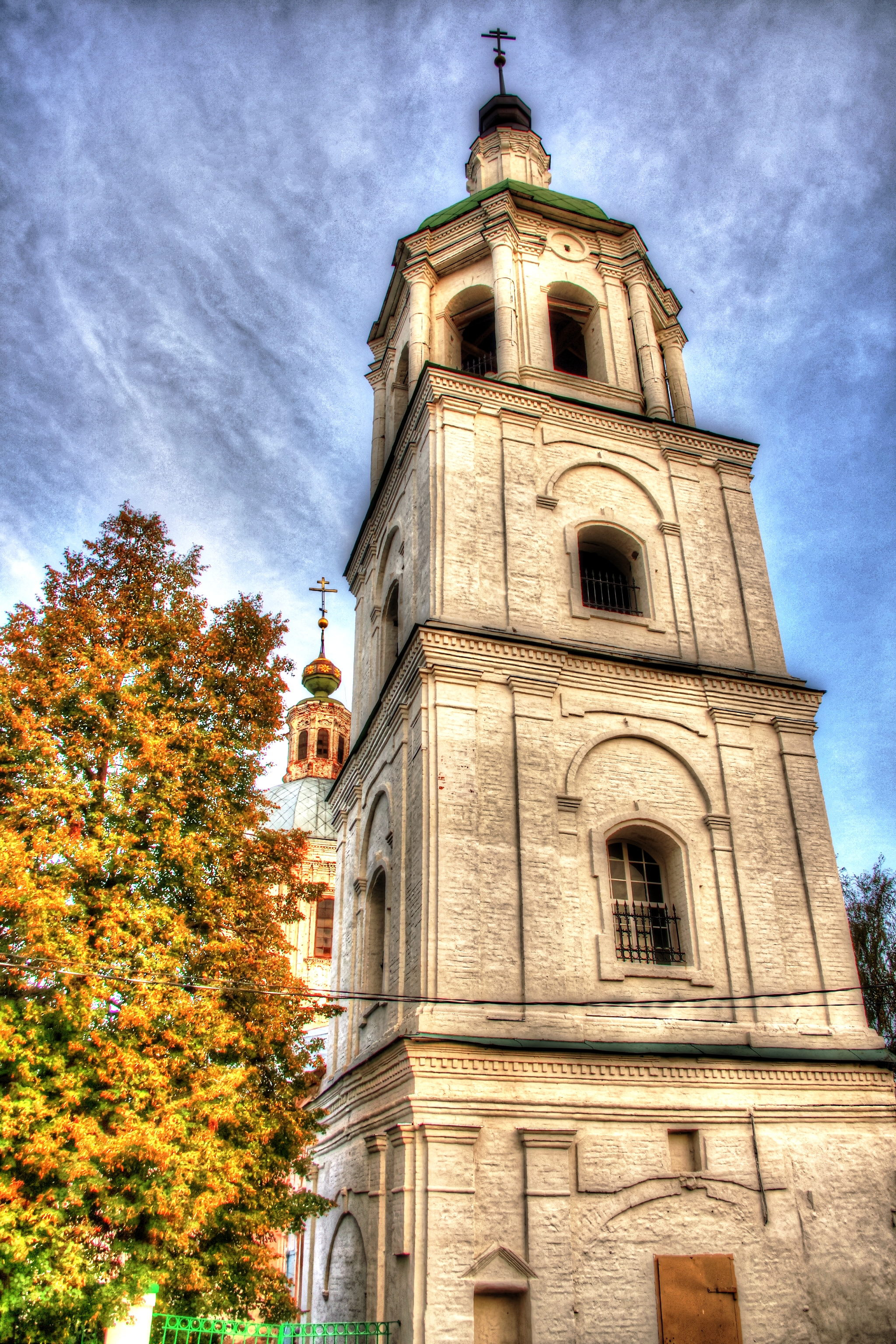
Колокольня храма

Во время пожара, случившегося в 1774 году, Троицкая церковь была уничтожена огнём. Службы проводить было негде, и встал вопрос о сооружении нового строения церкви. Через два года епископ Коломенский Феодосий выдал благословенную грамоту на возведение нового каменного храма. В 1776 году строительство завершилось, и новая Троицкая церковь была торжественно освящён. Изначально в церкви был только один придел во имя святого Николая. В 1808 году соорудили ещё один придел в честь Успения Богородицы.
В 1860 году в здании вновь случился пожар, который повредил внутреннее убранство храма. Реставрационные работы начались сразу же. В 1870 году местный художник Шумов в приделе храма расписал новый изящный иконостас, который был украшен благолепными иконами. Через семь лет на средства купца Ионы Горетнина, старосты церкви, был заменён центральный иконостас. Реставрационные работы также затронули настенную живопись, были позолочены оклады икон.
Церковная утварь и ризница постоянно пополнялась ценными предметами. В библиотеке при церкви хранилось немало интересных и ценных изданий.
В годы советской власти храм был закрыт и разорён. После революции 1917 года интерьер храма был искажён устройством межэтажного перекрытия. В 1936 году здесь разместился Зарайский историко-художественный музей, который проработал в этих помещениях до 2014 года.

## Архитектура
В стиле барокко сооружены и храм, и колокольня. Классическая композиция «восьмерик на четверике» сильно развита по вертикали: на двухсветовой параллелепипед основного объёма водружен могучий, с широким основанием, восьмигранник, увенчанный высоким куполом с барабаном-фонариком и круглой главкой; удлинённый шпиль креста при этом только подчёркивает высоту всей постройки.
У колокольни — два четверика и восьмерик с приподнятой криволинейной кровлей; в своих формах они успешно развивают архитектурную тему, уже заданную храмом.

## Современное состояние храма
В 2014 году музей переехал в помещения Зарайского кремля. Здание храма до сих пор не передано Русской православной церкви, хотя за сооружением закреплён священнослужитель и строение приписано к Никольскому храму города Зарайска.